# 托雷圣乔治
托雷圣乔治（義大利語：Torre San Giorgio）是意大利库内奥省的一个市镇。总面积5.38平方公里，人口710人，人口密度132.0人/平方公里（2009年）。ISTAT代码为004228。